# I Am the Club Rocker
Az I Am the Club Rocker Inna román énekesnő második stúdióalbuma. A retró hangzású albumon újra a Play & Win producer csapattal dolgozott. Az albumot korábban Powerlessként ismerték, de az énekesnő saját maga cáfolta ezt a pletykát. Az albumot eddig a legjobb hanglemezüknek mondta a Play & Win csapat. Az első kislemez a Sun Is Up, amely elérte az első helyet Bulgáriában, a második helyen végzett a romániai top 100-as listán, Franciaországban és Oroszországban is. A felvétel a brit kislemezlista első 20 legjobbjai közt szerepelt.

## Háttér
Inna először 2010 júniusában jelentette, hogy egy új lemezen dolgozik. Bejelentette azt is , hogy a "Moon Girl" (ez 2010. május 23-án kiszivárgott az internetre) és a "Sun Is Up" című dal biztos szerepelni fog az új albumon. Az első kislemez a "Sun Is Up" Romániában a rádióban 2010. június 29-én, míg az "Un Momento" számot később a debütáló albumának spanyol kiadásán jelent meg.
Albumcímnek először a Powerless nevet tervezték, de Inna személy szerint cáfolta ezt a szóbeszédet a Twitteren. A hivatalos címet a Facebookon jelentették be.

## Számlista
Az énekesnő hivatalos honlapján tette közzé az album hivatalos tracklistáját 2011. augusztus 21-én
| 1.                     | Un Momento (featuring Juan Magan) | 3:24 |
| 2.                     | Club Rocker" (featuring Flo Rida) | 3:34 |
| 3.                     | House Is Going On                 | 3:16 |
| 4.                     | Endless                           | 3:14 |
| 5.                     | Sun Is Up                         | 3:44 |
| 6.                     | W.O.W                             | 3:09 |
| 7.                     | Señorita                          | 3:17 |
| 8.                     | We're Going in the Club           | 3:14 |
| 9.                     | July                              | 3:55 |
| 10.                    | No Limit                          | 3:26 |
| 11.                    | Put Your Hands Up                 | 3:31 |
| 12.                    | Moon Girl                         | 3:33 |
| 13.                    | Club Rocker (Play & Win Remix)    | 4:09 |
| Teljes játékidő: 45:33 |                                   |      |